# United Artists
United Artists Entertainment LLC (UA) — американська кіностудія. Входить до складу медіахолдингу MGM Holdings. Знаходиться у Беверлі-Гіллз.

## Історія
Створено 5 лютого 1919 року у Голлівуді Чарльзом Чапліном, Мері Пікфорд, Дугласом Фербенксом та Девідом Ворк Ґріффітом. Оскільки в основі студії брали участь зірки першої величини, з самого початку студія була в змозі самостійно займатися поширенням своєї продукції.
Крім фільмів вищевказаної «Великої четвірки», в XX столітті серед продукції студії значаться такі бестселери, як серіали про Джеймса Бонда, про Рожеву Пантеру, фільм «Пролітаючи над гніздом зозулі».
До 2006 року студія, яка перебувала під патронажем MGM, тягла жалюгідне існування. З березня по листопад 2006 року вона фактично припинила існування, проте була відтворена в результаті угоди продюсера/актора Тома Круза, його партнера — продюсера Поли Вагнер, і компанії Metro-Goldwyn-Mayer. Пола Вагнер покинула студію 14 серпня 2008 року.
Крузу належить невелика частка студії. Metro-Goldwyn-Mayer входить до складу MGM Holdings, Inc., утворений консорціумом, до якого входять Sony, Comcast, TPG Capital та Providence Equity Partners.

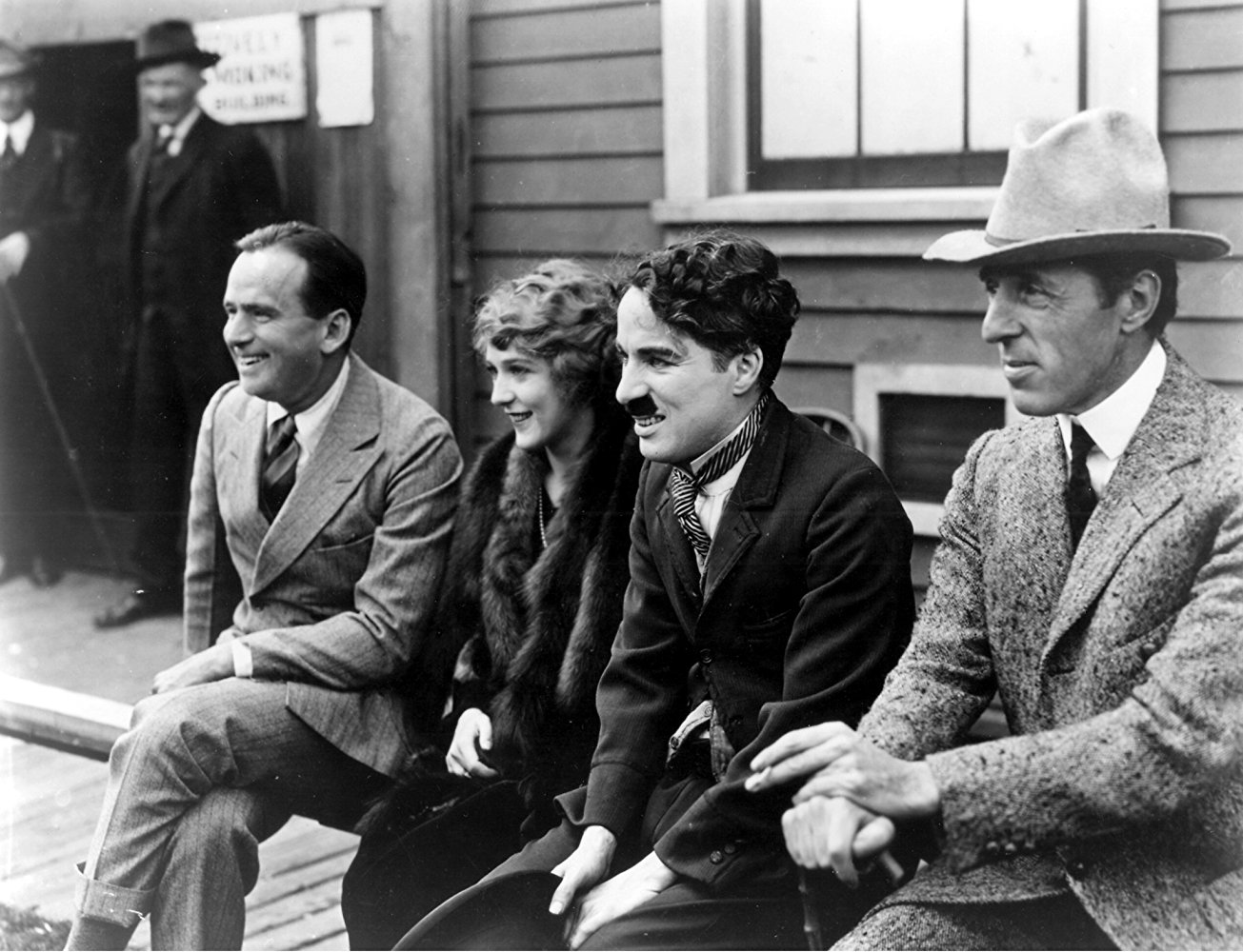